# Ajuga
Ajuga  L. 1753 è un genere di piante spermatofite dicotiledoni appartenenti alla famiglia delle Lamiaceae.

## Etimologia
Il nome del genere deriva dal latino. Si tratta di una parola composta da due termini: "a" che significa "negazione, privazione"; "ugum" che significa "giogo"; quindi "senza giogo". Probabilmente il nome vuole indicare l'assenza del labbro superiore nella corolla (altrimenti presente in altri generi delle labiate). Altri autori comunque danno etimologie diverse a dimostrare che l'origine del nome di questo genere è quanto mai confusa e dubbia: Gaio Plinio Secondo (Como, 23 – Stabiae, 25 agosto 79]), che è stato uno scrittore, ammiraglio e naturalista romano, c'informa che "ajuga" potrebbe essere una corruzione del vocabolo "abigo" che vuol dire "io espello" (in riferimento alle proprietà medicinali della pianta). Altre scritture deformate del vocabolo potrebbero essere "Abuga", ma anche "Iva". Nel Medioevo comunque si trovano diversi riferimenti ad una forma diminutiva "Abigula", dalla quale per corruzione deriva l'attuale vocabolo usato comunemente per alcune specie: "Bugula" o "Bugola". Questo nome volgare comunque andrebbe usato in modo proprio solamente per la specie Ajuga reptans.
Il nome scientifico del genere è stato proposto da Carl von Linné (1707 – 1778) biologo e scrittore svedese, considerato il padre della moderna classificazione scientifica degli organismi viventi, nella pubblicazione "Species Plantarum - 2: 561" del 1753.

## Descrizione
Queste piante non sono molto alte (30–50 cm al massimo nelle forme erbacee) e spesso hanno un portamento strisciante o decombente; alcune specie sono anche arbustive. La forma biologica più tipica delle specie di questo genere è emicriptofita scaposa (H scap): sono delle piante perennati per mezzo di gemme situate al livello del suolo e con fusti singoli e infiorescenza apicale. Altri tipi di forme biologiche sono: emicriptofita reptante (H rept), emicriptofita rosulata (H ros), terofita scaposa (T scap) e camefita suffruticosa (Ch suffr). A volte i cicli biologici possono essere anche annuali o biennali.

### Radici
Le radici sono del tipo fascicolato; in alcuni casi a fittone.

### Fusto
Il fusto ha una sezione quadrangolare. In alcune specie può essere caratteristicamente peloso a facce alterne. Inoltre parte delle specie di questo genere, alla base del fusto, possiedono degli stoloni (corti e forti) dai quali si ergono altri scapi fioriferi, mentre in altre specie il fusto può essere alla base sublegnoso, in altre ancora è quasi inesistente (specie acauli).

### Foglie
Le foglie sono semplici con forme obovate o lineari a volte grossolanamente dentate. In genere lungo il caule sono disposte in modo opposto. Nella parte apicale della pianta (zona fiorale) le foglie si trasformano in brattee a protezione dei fiori. Spesso è presente una rosetta basale.

### Infiorescenza
L'infiorescenza è a spicastro, ossia è composta da diversi fiori posti nei verticilli fogliari (all'ascella delle foglie cauline). Sono presenti anche specie con fiori singoli. I fiori sono subsessili.

### Fiori
I fiori sono ermafroditi, zigomorfi, tetrameri (4-ciclici), ossia con quattro verticilli (calice – corolla - androceo – gineceo) e pentameri (5-meri: la corolla e il calice sono a 5 parti).
- Formula fiorale: per queste piante viene indicata la seguente formula fiorale:

X, K (5), [C (2+3), A 2+2] G (2), (supero), drupa
- Calice: il Calice, attinomorfo (in alcuni casi può essere debolmente zigomorfo), gamosepalo, ha delle forme ovate o campanulate; nella parte terminale è diviso in cinque denti quasi uguali; la superficie è venata.
- Corolla: la corolla è zigomorfa e gamopetala; è composta da due lembi: quello superiore è quasi inesistente (o molto corto), quello inferiore è più lungo ed è trilobato (generalmente il lobo centrale è maggiore degli altri due). Le colorazioni sono diverse (porpora, viola o blu, raramente giallo o bianco). La corolla a volte è persistente.
- Androceo: l'androceo possiede quattro stami didinami, due grandi e due piccoli e tutti fertili (un quinto stame posteriore è sempre abortito). I filamenti, pelosi, sono adnati alla corolla. Gli stami sono parzialmente sporgenti dal tubo corollino. Le antere emergono completamente dalla fauce. Le teche sono del tipo da divergenti a divaricate (confluiscono nella zona della deiscenza). I granuli pollinici sono del tipo tricolpato o esacolpato.
- Gineceo: l'ovario è supero (o semi-infero) formato da due carpelli saldati (ovario bicarpellare) ed è 4-loculare per la presenza di falsi setti. La placentazione è assile. Gli ovuli sono 4 (uno per ogni presunto loculo), hanno un tegumento e sono tenuinucellati (con la nocella, stadio primordiale dell'ovulo, ridotta a poche cellule).[11] Lo stilo inserito alla base dell'ovario (stilo ginobasico) è del tipo filiforme bifido ed è molto sporgente, ma protetto dalla pioggia per opera delle brattee fogliari del fiore inserito sul verticillo soprastante. Gli stigmi (sono due) sono semplici. Il nettario è abbondante.

### Frutti
Il frutto è uno schizocarpo ( tetrachenio reticolato) composto da 4 nucule e dalla superficie rugosa. I semi sono minuti e provvisti di endosperma (a volte scarso).

## Riproduzione
- Impollinazione: l'impollinazione avviene tramite insetti (impollinazione entomogama) tipo ditteri, imenotteri e raramente lepidotteri.
- Riproduzione: la fecondazione avviene fondamentalmente tramite l'impollinazione dei fiori (vedi sopra).
- Dispersione: i semi cadendo a terra sono dispersi soprattutto da insetti tipo formiche (disseminazione mirmecoria).

## Distribuzione e habitat
- Distribuzione: il genere è ampiamente distribuito in Europa, Africa, America e soprattutto in Asia. Un paio di specie si trovano anche in Australia sud-orientale.
- Habitat: l'habitat di questo genere è abbastanza vario in quanto alcune specie vivono su terreni freschi e umidicci ma altre specie preferiscono i terreni incolti e asciutti (a carattere scistoso - calcareo).

### Distribuzione alpina
Delle specie spontanee in Italia la maggioranza sono quelle che vivono sull'arco alpino. La tabella seguente mette in evidenza alcuni dati relativi all'habitat, al substrato e alla distribuzione delle specie alpine.
| Specie | Comunità vegetali | Piani vegetazionali         | Substrato  | pH            | Livello trofico | H2O   | Ambiente       | Zona alpina               |
| --- | ----------------- | --------------------------- | ---------- | ------------- | --------------- | ----- | -------------- | ------------------------- |
| Ajuga chamaepitys | 2                 | montano collinare           | Ca - Ca/Si | basico/neutro | basso           | secco | B1             | Distribuzione discontinua |
| Ajuga genevensis | 9                 | montano collinare           | Ca - Si    | neutro        | medio           | secco | B2 F2 F7       | Tutto l'arco alpino       |
| Ajuga pyramidalis | 10                | alpino subalpino            | Si         | acido         | basso           | medio | F4 F5 G1       | Tutto l'arco alpino       |
| Ajuga reptans | 11                | subalpino montano collinare | Ca - Si    | neutro        | medio           | medio | B3 B6 G3 I1 I2 | Tutto l'arco alpino       |
| Legenda e note alla tabella. Substrato con “Ca/Si” si intendono rocce di carattere intermedio (calcari silicei e simili); vengono prese in considerazione solo le zone alpine del territorio italiano (sono indicate le sigle delle province). Comunità vegetali: 2 = comunità terofitiche pioniere nitrofile; 9 = comunità a emicriptofite e camefite delle praterie rase magre secche; 10 = comunità delle praterie rase dei piani subalpino e alpino con dominanza di emicriptofite; 11 = comunità delle macro- e megaforbie terrestri. Ambienti: B1 = campi, colture e incolti; B2 = ambienti ruderali, scarpate; B3 = siepi e margini dei boschi; B6 = tagli rasi forestali, schiarite, strade forestali; F2 = praterie rase, prati e pascoli dal piano collinare al subalpino; F4 = prati e praterie magre rase; F5 = praterie rase subalpine e alpine; F7 = margini erbacei dei boschi; G1 = lande e popolamenti a lavanda; G3 = macchie basse; I1 = boschi di conifere; I2 = boschi di latifoglie. |                   |                             |            |               |                 |       |                |                           |

## Tassonomia
La famiglia di appartenenza della specie (Lamiaceae), molto numerosa con circa 250 generi e quasi 7000 specie, ha il principale centro di differenziazione nel bacino del Mediterraneo e sono piante per lo più xerofile (in Brasile sono presenti anche specie arboree). Per la presenza di sostanze aromatiche, molte specie di questa famiglia sono usate in cucina come condimento, in profumeria, liquoreria e farmacia. Nelle classificazioni meno recenti la famiglia è chiamata Labiatae. Il genere Ajuga si compone di circa 60 specie, mezza dozzina delle quali vivono in Italia. Nelle classificazioni più vecchie la famiglia del genere Ajuga è chiamata Labiatae.
Le caratteristiche delle singole specie in certi casi differiscono molto, tanto che alcune (in passato) venivano descritte in altri generi (come ad esempio Ajuga chamaepitys). Per i giardinieri le cose sono più semplici: dato che il colore dei fiori è abbastanza caratteristico nell'ambito del genere; è quest'ultima caratteristica che viene ampiamente usata per distinguere le varie specie per le loro necessità ornamentali. Nell'ambito della famiglia il genere Ajuga appartiene alla sottofamiglia Ajugoideae (una delle sette sottofamiglie nella quale è suddivisa la famiglia).

### Specie spontanee della flora italiana
Per meglio comprendere ed individuare le varie specie del genere (solamente per le specie spontanee della flora spontanea italiana) l'elenco seguente utilizza il sistema delle chiavi analitiche:
- Gruppo 1A : le foglie cauline sono ovato - ellittiche (quasi due volte più lunghe che larghe);
  - Gruppo 2A : gli stami sono completamente inclusi nel tubo corollino;

Ajuga orientalis L. – Iva meridionale: si trova solo nella Calabria e nelle isole.
- Gruppo 2B : gli stami sporgono oltre le fauci della corolla;

- Gruppo 3A : il fusto è inesistente;

Ajuga tenorii Presl. – Iva acaule: si trova nell'Italia centrale e del sud.
- Gruppo 3B : il fusto è sviluppato normalmente;

- Gruppo 4A : il fusto è pubescente nella parte superiore e la peluria si trova su tutte e quattro le facce del fusto quadrangolare; gruppo di piante senza stoloni;

Ajuga pyramidalis L. – Iva piramidale: il colore delle foglie è giallastro; quelle basali sono maggiori delle cauline in modo progressivo; le foglie basali sono inoltre persistenti, mentre le brattee fogliari superiori sono maggiori dei fiori; si trova solo al nord;
Ajuga genevensis L. – Iva ginevrina: le foglie sono di colore verde – mare e sono di dimensioni tutte uguali; quelle basali scompaiono alla fioritura; i fiori sono sempre ben evidenti; è assente nelle isole;
- Gruppo 4B : il fusto è pubescente nella parte superiore e la peluria si trova sul facce alterne del fusto quadrangolare; gruppo di piante con robusti e lunghi stoloni;

Ajuga reptans L. – Iva comune, Bugala: pianta comune in tutta la penisola;
- Gruppo 1B : le foglie cauline sono lanceolate - lineari (fino a 6 volte più lunghe che larghe);

Ajuga chamaepitys (L.) Schreber – Iva artritica: foglie composte in tre segmenti lineari; presente in tutta la penisola;
Ajuga iva (L.) Schreber – Iva moscata: foglie lineari intere e dentate; è assente al nord;

### Descrizione di alcune specie
Qui di seguito sono descritte le caratteristiche delle specie di maggiore interesse.
- Ajuga chamaepitys (L.) Schreber - Iva artritica (chiamata anche Camepizio o Canapicchio): la classificazione di questa specie è stata abbastanza sofferta nel passato in quanto presenta delle caratteristiche atipiche come ad esempio l'aroma di trementina. Infatti Linneo inizialmente la sistemò in un genere diverso: Teucrium chamaepitys; soltanto nel 1773 ad opera del botanico Schreber acquistò l'attuale sistemazione tassonomica. Il colore dei fiori va dal giallo al porpora. È la specie officinale più importante del genere tanto che ha un nome specifico nella farmacopea italiana: “Ivae arteticae herba”.
- Ajuga genevensis (L.) – Iva ginevrina: la pianta è vellutata con fusti pubescenti; le foglie sono verdi, dentate e coperte di peli non troppo densi; le brattee (foglie fiorali) superiori sono più piccole dei fiori che sono colorati di blu con forme anche bianche o rosate.
- Ajuga iva (L.) Schreber - Iva muschiata, Piccola iva: i fiori sono di colore giallo o porporino; è caratteristica per il suo odore muschiato; i fusti sono legnosi alla base.
- Ajuga pyramidalis (L.) – Iva piramidale: anche questa specie per alcuni autori è sistemata in un genere a parte. Non è stolonifera; i fusti sono a sezione quadrangolare e sono vellutati su tutte e quattro le facce (non come Ajuga reptans); tutta la pianta decresce in larghezza verso l'alto, per cui ha una struttura piramidale; le brattee superiori sono più lunghe dei fiori che così sono parzialmente nascosti alla vista. Una forma orticola presenta le brattee colorate come il bronzo (chiamata “metallica crispa”).
- Ajuga reptans L. – Bugola: i fiori sono blu. La specie emette stoloni. I fusti, di sezione quadrata, hanno le facce pelose in modo alternato. È la specie più frequente in Italia. A volte è considerata infestante.

### Specie spontanee europee
In Europa e nell'areale mediterraneo oltre alle specie spontanee della flora italiana, sono presenti le seguenti specie:
- Ajuga bombycina Boiss., 1879 - Distribuzione: Anatolia
- Ajuga chasmophila  P. H. Davis, 1947 - Distribuzione: Libano e Siria
- Ajuga davisiana  Kit Tan & Yildiz, 1988 - Distribuzione: Anatolia
- Ajuga laxmannii  (Murray) Benth., 1835 - Distribuzione: Europa orientale e Anatolia
- Ajuga mollis  Gladkova, 1974 - Distribuzione: Crimea
- Ajuga oblongata  M. Bieb., 1819 - Distribuzione: Transcaucasia
- Ajuga piskoi  Degen & Bald., 1896 - Distribuzione: Jugoslavia e Albania
- Ajuga postii  Briq., 1894 - Distribuzione: Anatolia
- Ajuga relicta  P. H. Davis, 1980 - Distribuzione: Anatolia
- Ajuga salicifolia  (L.) Schreb., 1774 - Distribuzione: Europa orientale (distribuzione discontinua) e Anatolia
- Ajuga vestita  Boiss., 1846 - Distribuzione: Anatolia, Libano e Siria
- Ajuga xylorrhiza  Kit Tan, 1984 - Distribuzione: Anatolia

### Sinonimi
L'entità di questa voce ha avuto nel tempo diverse nomenclature. L'elenco seguente indica alcuni tra i sinonimi più frequenti:
- Abiga St.-Lag.
- Bugula Mill.
- Bulga Kuntze
- Chamaepitys Hill
- Moscharia Forssk.
- Phleboanthe Tausch
- Rosenbachia Regel

## Usi

### Farmacia
La specie più conosciuta dal punto di vista medicamentoso è la Ajuga chamaepitys. Se usata sembra che dia sollievo nei casi di gotta e di altri dolori artritici. In altri testi si dice che abbia delle proprietà stimolanti, sudorifere e toniche. In medicina popolare è usata anche come diuretica e depurativa in generale.

### Giardinaggio
Alcune specie vengono usate per il giardinaggio, utilizzo che risale almeno al 1732 per Ajuga orientalis e più tardi per un'altra specie d'importazione australiana denominata Ajuga australis. L'utilizzo prevalente è nella formazione di giardini rocciosi, bordure e macchie di colore. Sono piante di facile impianto e gestione, ma se non controllate facilmente infestano altre zone (è il caso della Ajuga reptans) come i pascoli impedendo lo sviluppo di altre buone erbe foraggere.

## Alcune specie

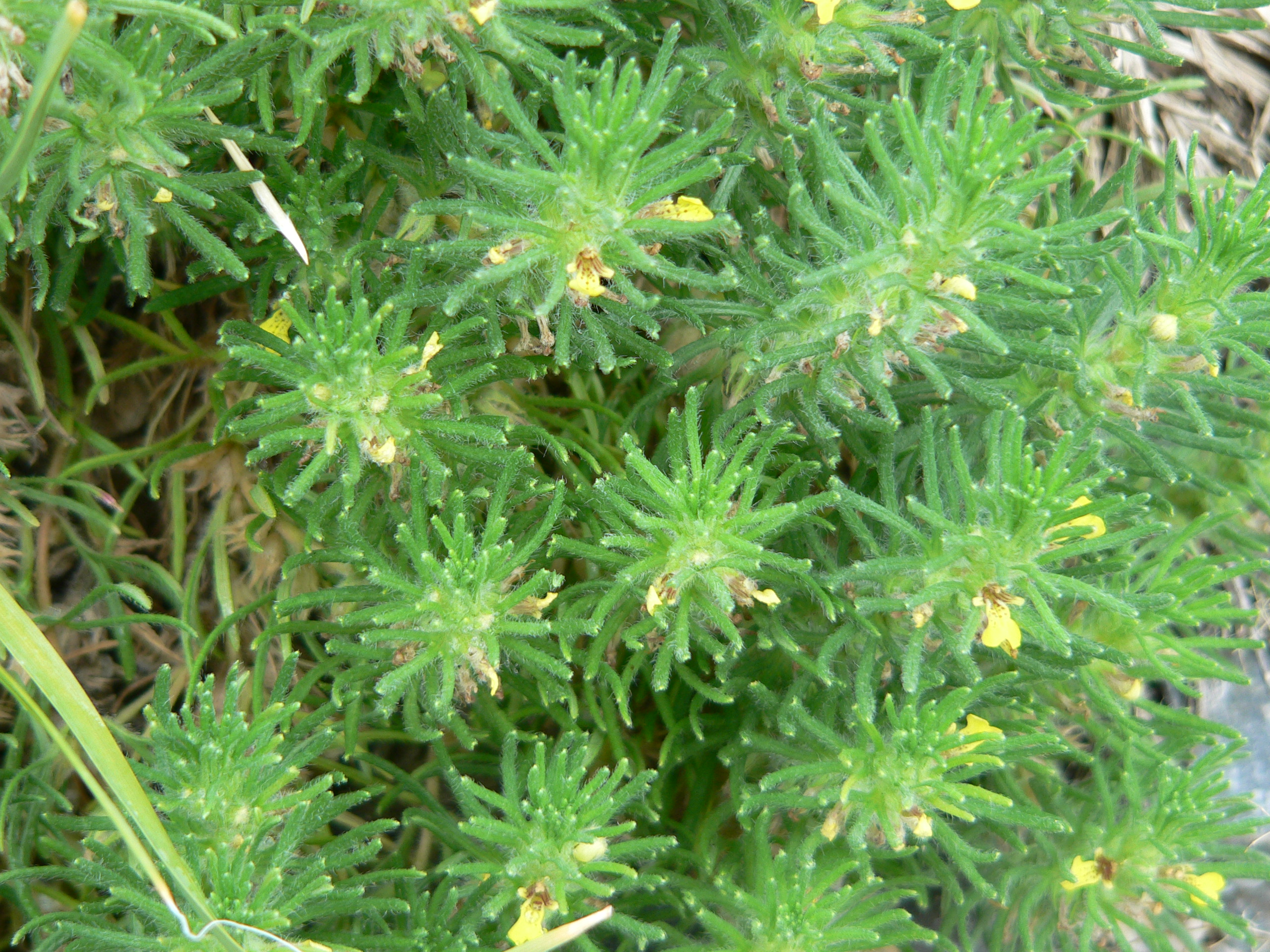
Ajuga chamaepitys
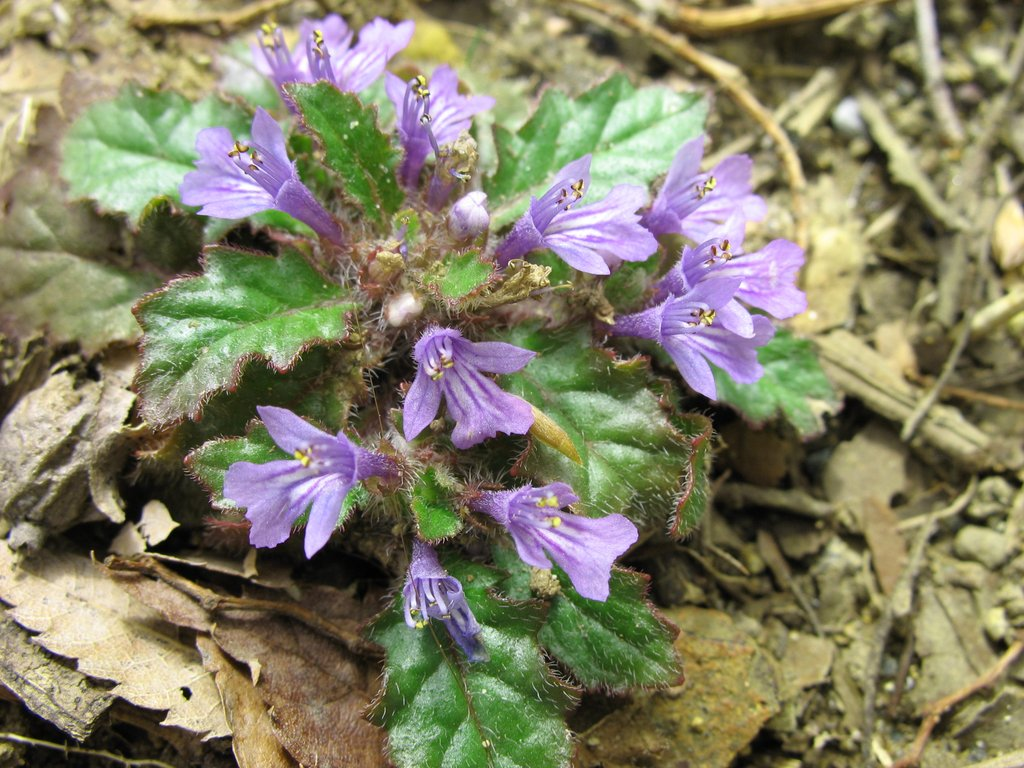
Ajuga decumbens
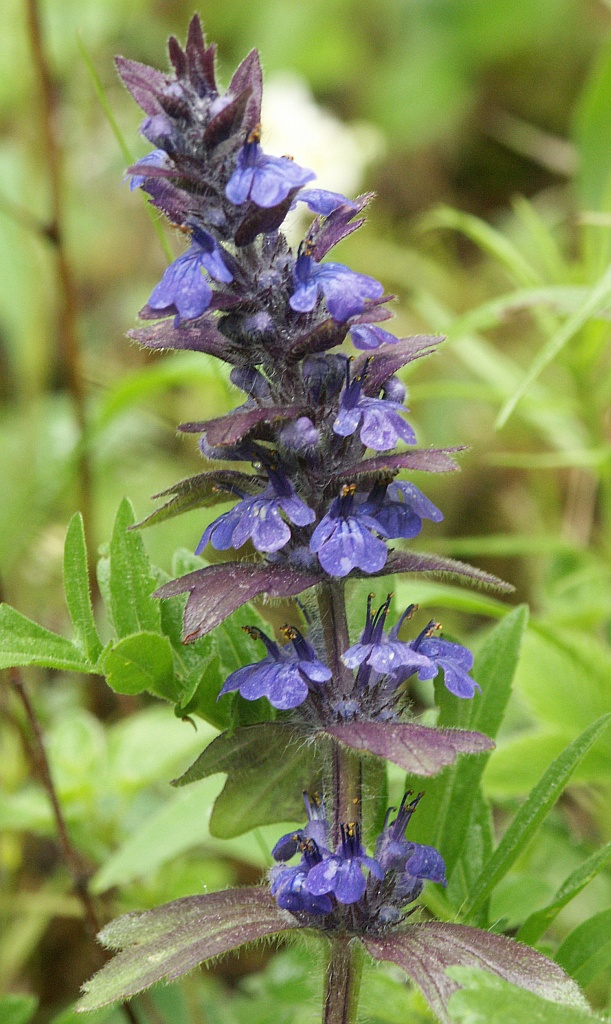
Ajuga genevensis
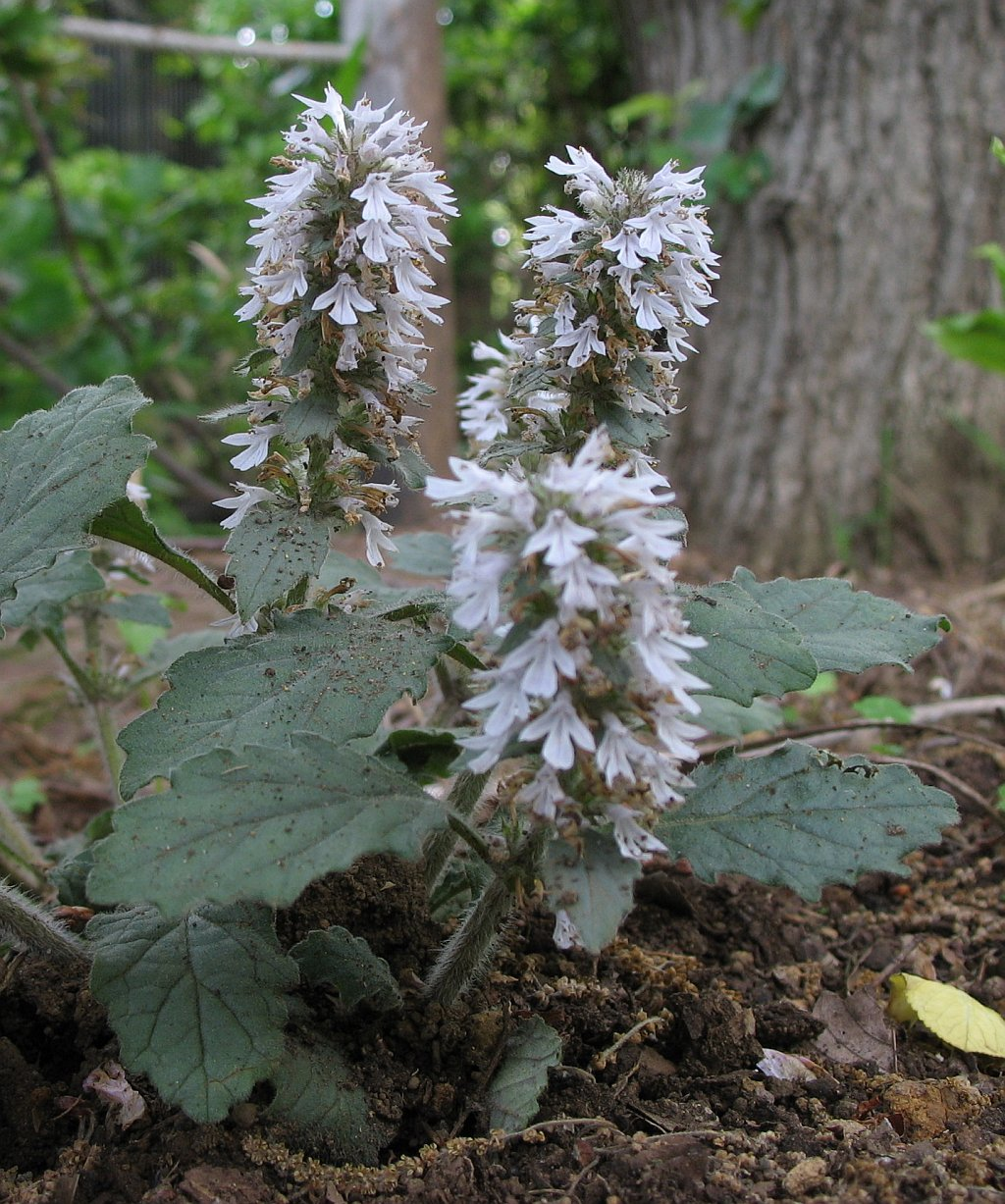
Ajuga nipponensis
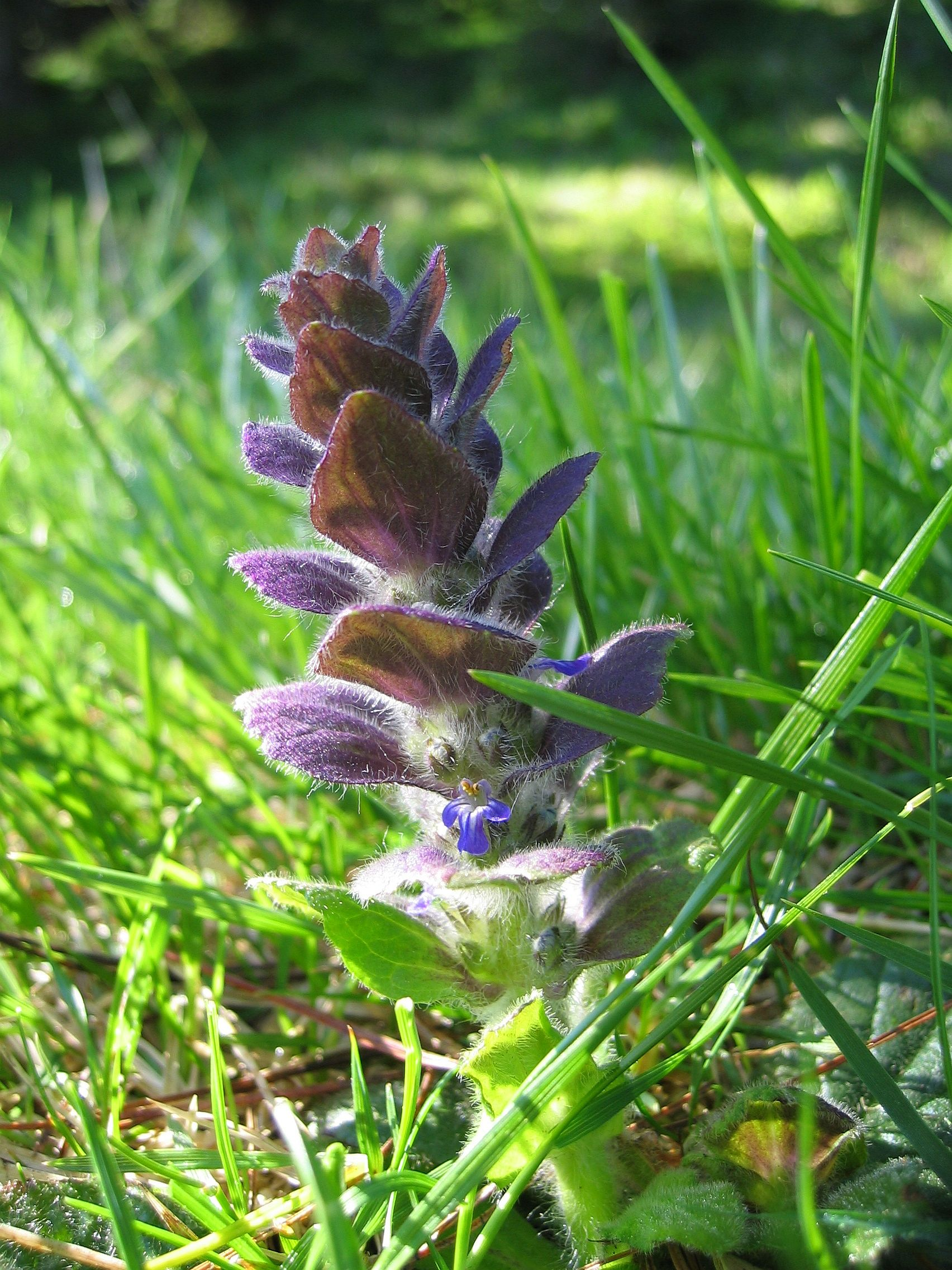
Ajuga pyramidalis
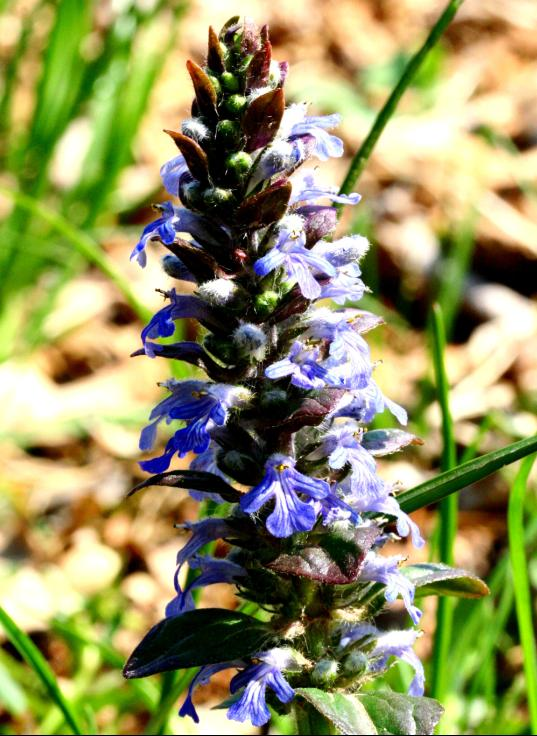
Ajuga reptans